# داروينية ثنائية الأزهار
داروينية ثنائية الأزهار (الاسم العلمي:Darwinia biflora) هي نوع من النباتات تتبع جنس الداروينية من فصيلة الآسية. تم وصف هذا النوع من النبات علمياً لأول مرة من قبل بربارة غيليان بريغز وإدوين شيل سنة 1962.